# التوربيني (فلم)
التوربيني هو فيلم مصري من تأليف محمد حفظي وإخراج أحمد مدحت. يروي الفيلم قصة العلاقة بين شاب مريض بمرض التوحد وأخيه الأكبر بعد وفاة والديهما. الفيلم من بطولة شريف منير، أحمد رزق، هند صبري. الفيلم مأخوذ عن الفيلم الأمريكي رجل المطر (بالإنجليزية: Rain Man)

## أحداث الفيلم
تدور الأحداث حول شاب يدعى محسن يعاني من حالة «التوحد»، وهو مرض يصيب الإنسان عندما يفقد القدرة في التواصل مع الآخرين، وتحدث بينه وبين شقيقه الأكبر كريم العديد من المواقف من بعد وفاة والديهما. كريم يشبه إلى حد كبير قطار التوربيني حيث يسعى دائماً للوصول إلى هدفه بأسرع الوسائل مهما كان الثمن، يروي الفيلم قصة العلاقة بين الأخوين.

## الممثلين
- شريف منير
- أحمد رزق
- هند صبري
- محمد كريم
- جمال إسماعيل
- لطفي لبيب
- سامي العدل
- محمد الدفراوي
- محمد علي رزق

## روابط خارجية
- مقالات تستعمل روابط فنية بلا صلة مع ويكي بيانات